# Правительства Четвёртой французской республики
Правительства Четвёртой французской республики — кабинеты министров Франции периода Четвёртой республики:
1. Правительство Блюма (3) — с 16 декабря 1946 года по 16 января 1947 года; первое правительство полностью из социалистов.

## Президент Венсан Ориоль (1947-1954)
Правительства, назначенные Венсаном Ориолем, президентом с 16 января 1947 года по 16 января 1954 года.
1. Правительство Рамадье (1) с 22 января 1947 по 21 октября 1947.
2. Правительство Рамадье (2) с 22 октября 1947 по 19 ноября 1947.
3. Правительство Шумана (1) с 24 ноября 1947 по 19 июля 1948.
4. Правительство Андре Мари с 26 июля 1948 по 27 августа 1948.
5. Правительство Шумана (2) с 5 сентября 1948 по 7 сентября 1948.
6. Правительство Анри Кёя (1) с 11 сентября 1948 по 5 октября 1949.
7. Правительство Жоржа Бидо (2) с 28 октября 1949 по 7 февраля 1950.
8. Правительство Жоржа Бидо (3) с 7 февраля 1950 по 24 июня 1950.
9. Правительство Анри Кёя (2) с 2 июля 1950 по 4 июля 1950.
10. Правительство Плевена (1) с 12 июля 1950 по 28 февраля 1951.
11. Правительство Анри Кёя (3) с 10 марта 1951 по 10 июля 1951.
12. Правительство Плевена (2) с 11 августа 1951 по 7 января 1952.
13. Правительство Фора (1) с 20 января 1952 по 28 февраля 1952.
14. Правительство Пине с 8 марта 1952 по 23 декабря 1952.
15. Правительство Мейера с 8 января 1953 по 21 мая 1953.
16. Правительство Ланьеля (1) с 27 июня 1953 по 16 января 1954.

## Президент Рене Коти (1954-1959)
Правительства, назначенные Рене Коти, президентом с 16 января 1954 года по 8 января 1959 года:
1. Правительство Ланьеля (2) с 16 января 1954 по 12 июня 1954;
2. Правительство Мендес-Франса с 18 июня 1954 по 23 февраля 1955;
3. Правительство Фора (2) с 23 марта 1955 по 24 января 1956;
4. Правительство Молле с 31 января 1956 по 21 мая 1957;
5. Правительство Буржес-Монури с 12 июня 1957 по 30 сентября 1957;
6. Правительство Гайяра с 6 октября 1957 по 15 апреля 1958;
7. Правительство Пфлимлена с 13 мая 1958 по 28 мая 1958;
8. Правительство де Голля (3) с 1 июня 1958 по 8 января 1959.